# Enkelvoudige interest
Enkelvoudige interest (ook wel enkelvoudige rente genoemd) is een manier waarop geldkapitaal, ter bewaring gegeven bij een financiële instelling, doorheen de tijd in waarde kan toenemen. Kenmerkend voor enkelvoudige interest is dat elk bankjaar eenzelfde interest op eenzelfde kapitaal wordt toegepast.

## Toepassing op de financiële markt
Concreet op de financiële markt, is er sprake van enkelvoudige interest bij een kasbon met vaste rentevoet en een vaste looptijd. Als er kapitaal op een zichtrekening wordt geplaatst, valt het eerste bankjaar, de uitkomst van de berekening via enkelvoudige interest, samen met de uitkomst van de, correcte, berekening volgens het systeem van samengestelde interest.

## Wiskundige berekening van enkelvoudige interest

### Formules
We kunnen makkelijk de enkelvoudige interest, evenals de eindwaarde van het kapitaal, bepalen door enkele eenvoudige formules in te vullen.

#### Interest
{\displaystyle I=k\cdot i\cdot n}
We drukken de enkelvoudige interest uit met hoofdletter I.
Het ingebracht kapitaal, uitgedrukt in geldwaarden, stellen we voor door kleine letter k. Kleine letter i is onze rentevoet, uitgedrukt in een decimaal getal. Met andere woorden het percentagegetal (P%) gedeeld door honderd. Kleine letter n staat voor de tijdsduur waarover er interest wordt berekend. Het is belangrijk bij de berekening de juiste tijdseenheid te gebruiken. De waarde 1 is hierbij een bankjaar, 1/12 een volledige bankmaand en 1/360 één bankdag. Banken rekenen immers anders dan gewone burgers. Voor hen heeft 1 jaar 12 maanden van 30 dagen. 360 dagen in het totaal dus. 
Merk op dat de einddatum (de dag waarop het kapitaal door zijn eigenaar wordt opgehaald) nooit wordt verrekend in de berekening. In principe wordt de begindatum wel opgenomen in de berekening, al is het wel zo dat sommige kredietinstellingen pas vanaf de tweede dag van de plaatsing van het kapitaal rente beginnen aanrekenen. 
Wanneer er wordt gekozen om in plaats van met een bankjaar, met een kalenderjaar te rekenen, moet men in de berekening rekening houden dat een maand 28, 30 of 31 dagen kan hebben. Schrikkeldagen worden nooit verrekend!

#### Eindwaarde kapitaal
De eindwaarde van ons kapitaal is in de eerste plaats de waarde van ons ingebracht kapitaal (k), vermeerderd met onze verworven interest of rente (I). 
{\displaystyle K=k+I}
Wanneer we I liever niet afzonderlijk berekenen, kunnen wij eenvoudig de formule om eindkapitaal te berekenen, integreren met de formule om interest te berekenen.
{\displaystyle K=k+(k\cdot i\cdot n)}
Of eenvoudiger geschreven:
{\displaystyle K=k\cdot (1+i\cdot n)}

#### Netto-interest
In België wordt door de staat 30% roerende voorheffing ingehouden op de opbrengsten verworven uit kasbons. We stellen deze netto-interest voor door I'
{\displaystyle I'=I-0,30\cdot I}
Voor de berekening houdt dit in dat wij het bedrag van de interest moeten verminderen met 30% van datzelfde bedrag.

#### Netto-rendement
Het netto-rendement, is niet meer dan de netto-interest uitgedrukt in een percentage per jaar,  ten opzichte van het oorspronkelijk kapitaal.
{\displaystyle R=I'/(k\cdot n)}
bij een enkelvoudige interest, volstaat het het netto-rendement te bepalen door simpelweg de netto-interest te delen door het oorspronkelijk geplaatst kapitaal, vermenigvuldigd met de termijn dat het kapitaal heeft uitgestaan.